# Microtheciella kerrii
Microtheciella kerrii là một loài Rêu trong họ Microtheciellaceae. Loài này được Dixon mô tả khoa học đầu tiên năm 1931.